# Ophiothrix exhibita
Ophiothrix exhibita är en ormstjärneart som beskrevs av Jean Baptiste François René Koehler 1905. Ophiothrix exhibita ingår i släktet Ophiothrix och familjen Ophiothrichidae. Inga underarter finns listade i Catalogue of Life.